# Virgilina
Virgilina est une municipalité américaine située dans le comté de Halifax en Virginie.
Selon le recensement de 2010, Virgilina compte 154 habitants. La municipalité s'étend sur 0,62 mille carré (1,61 km2).
La localité est fondée à la fin du XVIIIe siècle par Edward Tuck sur la Blue Wing Creek. D'abord appelée Tuck's Cross Roads, elle se développe particulièrement avec la découverte de cuivre puis l'arrivée du Atlantic and Danville Railway en 1889. Cette même année, le bourg adopte le nom de Vicarol, en raison de sa situation à la frontière entre la Virginie et la Caroline du Nord (North Carolina). Il est renommé Virgilina l'année suivante. L'Assemblée générale de Virginie lui accorde le statut de municipalité le 5 février 1900.